# Saint-Marcellin (Isère)
Saint-Marcellin település Franciaországban, Isère megyében. Lakosainak száma 7705 fő (2022. január 1.). Saint-Marcellin Chevrières, Chatte, Saint-Sauveur és Saint-Vérand községekkel határos.

## Népesség
A település népessége az elmúlt években az alábbi módon változott:
| Lakosok száma | 6186 | 6795 | 6696 | 7694 | 8086 | 8133 | 7903 | 7766 | 7731 | 7705 |
|               | 1968 | 1982 | 1990 | 2006 | 2013 | 2015 | 2017 | 2019 | 2020 | 2022 |